# 89-я танковая бригада
89-я танковая Тильзитская орденов Суворова и Кутузова бригада — танковая бригада Красной армии в годы Великой Отечественной войны.
Сокращённое наименование — 89 тбр.

## Боевой и численный состав
Бригада сформирована по штатам № 010/345-010/352 от 15.02.1942 г.:
- Управление бригады [штат № 010/345]
- 202-й отд. танковый батальон [штат № 010/346]
- 203-й отд. танковый батальон [штат № 010/346]
- Мотострелково-пулеметный батальон [штат № 010/347]
- Противотанковая батарея [штат № 010/348]
- Зенитная батарея [штат № 010/349]
- Рота управления [штат № 010/350]
- Рота технического обеспечения [штат № 010/351]
- Медико-санитарный взвод [штат № 010/352]

Директивой НКО № УФ2/2 от 01.01.1943 г. переведена на штаты №№ 010/270-010/277 от 31.07.1942 г.:
- Управление бригады [штат № 010/270]
- 202-й отд. танковый батальон [штат № 010/271]
- 203-й отд. танковый батальон [штат № 010/272]
- Мотострелково-пулеметный батальон [штат № 010/273]
- Истребительно-противотанковая батарея [штат № 010/274]
- Рота управления [штат № 010/275]
- Рота технического обеспечения [штат № 010/276]
- Медико-санитарный взвод [штат № 010/277]

Директивой ГШКА № орг/3/2336 от 28.03.1944 г. переведена на штаты №№ 010/500-010/506:
- Управление бригады [штат № 010/500]
- 1-й отд. танковый батальон [штат № 010/501], до 13.07.1944 - 202-й отд. танковый батальон
- 2-й отд. танковый батальон [штат № 010/501], до 13.07.1944 - 203-й отд. танковый батальон
- 3-й отд. танковый батальон [штат № 010/501]
- Моторизованный батальон автоматчиков [штат № 010/502]
- Зенитно-пулеметная рота [штат № 010/503]
- Рота управления [штат № 010/504]
- Рота технического обеспечения [штат № 010/505]
- Медсанвзвод [штат № 010/506]

## Подчинение
Периоды вхождения в состав Действующей армии:
- с 21.04.1942 по 01.09.1942 года.
- с 23.09.1942 по 06.01.1943 года.
- с 17.03.1943 по 11.03.1944 года.
- с 11.06.1944 по 09.05.1945 года.[1]

| Дата            | Фронт (округ)                | Армия                  | Корпус              | Дивизия | Бригада | Примечания |
| --------------- | ---------------------------- | ---------------------- | ------------------- | ------- | ------- | ---------- |
| 01.04.1942 года | Сталинградский военный округ |                        |                     |         |         |            |
| 01.05.1942 года |                              |                        |                     |         |         |            |
| 01.06.1942 года | Брянский фронт               |                        | 1-й танковый корпус |         |         |            |
| 01.07.1942 года | Брянский фронт               |                        | 1-й танковый корпус |         |         |            |
| 01.08.1942 года | Брянский фронт               |                        | 1-й танковый корпус |         |         |            |
| 01.09.1942 года | РВГК                         | 5-я танковая армия     | 1-й танковый корпус |         |         |            |
| 01.10.1942 года | Брянский фронт               | 5-я танковая армия     | 1-й танковый корпус |         |         |            |
| 01.11.1942 года | Юго-западный фронт           | 5-я танковая армия     | 1-й танковый корпус |         |         |            |
| 01.12.1942 года | Юго-западный фронт           | 5-я танковая армия     | 1-й танковый корпус |         |         |            |
| 01.01.1943 года | Юго-западный фронт           | 5-я танковая армия     | 1-й танковый корпус |         |         |            |
| 01.02.1943 года | Приволжский военный округ    |                        | 1-й танковый корпус |         |         |            |
| 01.03.1943 года | РВГК                         |                        | 1-й танковый корпус |         |         |            |
| 01.04.1943 года | Западный фронт               |                        | 1-й танковый корпус |         |         |            |
| 01.05.1943 года | Западный фронт               |                        | 1-й танковый корпус |         |         |            |
| 01.06.1943 года | Западный фронт               |                        | 1-й танковый корпус |         |         |            |
| 01.07.1943 года | Западный фронт               |                        | 1-й танковый корпус |         |         |            |
| 01.08.1943 года | Брянский фронт               | 11-я гвардейская армия | 1-й танковый корпус |         |         |            |
| 01.09.1943 года | Брянский фронт               |                        | 1-й танковый корпус |         |         |            |
| 01.10.1943 года | Брянский фронт               |                        | 1-й танковый корпус |         |         |            |
| 01.11.1943 года | 2-й Прибалтийский фронт      |                        | 1-й танковый корпус |         |         |            |
| 01.12.1943 года | 1-й Прибалтийский фронт      | 11-я гвардейская армия | 1-й танковый корпус |         |         |            |
| 01.01.1944 года | 1-й Прибалтийский фронт      | 11-я гвардейская армия | 1-й танковый корпус |         |         |            |
| 01.02.1944 года | 1-й Прибалтийский фронт      | 11-я гвардейская армия | 1-й танковый корпус |         |         |            |
| 01.03.1944 года | 1-й Прибалтийский фронт      | 11-я гвардейская армия | 1-й танковый корпус |         |         |            |
| 01.04.1944 года | РВГК                         |                        | 1-й танковый корпус |         |         |            |
| 01.05.1944 года | РВГК                         |                        | 1-й танковый корпус |         |         |            |
| 01.06.1944 года | РВГК                         |                        | 1-й танковый корпус |         |         |            |
| 01.07.1944 года | 1-й Прибалтийский фронт      |                        | 1-й танковый корпус |         |         |            |
| 01.08.1944 года | 1-й Прибалтийский фронт      | 2-я гвардейская армия  | 1-й танковый корпус |         |         |            |
| 01.09.1944 года | 1-й Прибалтийский фронт      | 51-я армия             | 1-й танковый корпус |         |         |            |
| 01.10.1944 года | 1-й Прибалтийский фронт      | 2-я гвардейская армия  | 1-й танковый корпус |         |         |            |
| 01.11.1944 года | 3-й Прибалтийский фронт      |                        | 1-й танковый корпус |         |         |            |
| 01.12.1944 года | 3-й Прибалтийский фронт      |                        | 1-й танковый корпус |         |         |            |
| 01.01.1945 года | 3-й Прибалтийский фронт      |                        | 1-й танковый корпус |         |         |            |
| 01.02.1945 года | 3-й Прибалтийский фронт      |                        | 1-й танковый корпус |         |         |            |
| 01.03.1945 года | 3-й Белорусский фронт        |                        | 1-й танковый корпус |         |         |            |
| 01.04.1945 года | 3-й Белорусский фронт        |                        | 1-й танковый корпус |         |         |            |
| 01.05.1945 года | 3-й Белорусский фронт        |                        | 1-й танковый корпус |         |         |            |

## Командиры

### Командиры бригады
- Жуков Андрей Васильевич, подполковник (в январе 1943 тяжело ранен), 14.03.1942 — 30.01.1943 года.[2]
- Бородавкин Василий Константинович, полковник, ид, 30.01.1943 — 16.02.1943 года.
- Бородавкин Василий Константинович, полковник, 16.02.1943 — 12.05.1943 года.
- Банников Константин Николаевич, полковник, ид, 19.05.1943 — 12.07.1943 года.[3]
- Банников Константин Николаевич, полковник , 12.07.1943 — 24.05.1944 года.
- Ермаков Алексей Николаевич, подполковник (29.06.1944 ранен и эвакуирован в госпиталь), 24.05.1944 — 29.06.1944 года.[4]
- Берзин Артур Янович, полковник, врио в июле 1944 года.
- Белев Михаил Фёдорович, майор, врио, 30.06.1944 — 27.10.1944 года.[5]
- Соммер Андрей Иосифович полковник, ид, 29.10.1944 — 03.04.1945 года.
- Соммер Андрей Иосифович, полковник, с 11.07.1945 генерал-майор, 03.04.1945 — 09.10.1945 года.[6]

### Начальники штаба бригады
- Матирка (Материка) Иван Данилович, майор, 06.03.1942 - 19.03.1943 года.[7]
- Гуторов-Беседин Павел Григорьевич, майор, 19.03.1943 - 14.06.1943 года.[8]
- Дубовик Иван Афанасьевич, майор, 14.06.1943 - 20.07.1943 года.[9]
- Глушков Василий Дмитриевич, на 05.08.1943  года.[10]

### Заместитель командира бригады по строевой части
- Давиденко Никита Васильевич, майор, 02.03.1942 - 08.10.1942 года.
- Воронов Иван Яковлевич, подполковник, 27.05.1943 - 00.12.1943 года.
- Белев Михаил Фёдорович, майор, на март 1944 года.

### Начальник политотдела, заместитель командира по политической части
- Петров Леонид Георгиевич, батальонный комиссар, с 08.12.1942 подполковник, 27.02.1942 - 16.12.1942 года.
- Кобрин Григорий Алексеевич, майор, 16.12.1942 - 16.06.1943 года.
- Петров Леонид Георгиевич, подполковник, 16.06.1943 - 28.01.1945 года.
- Головнев Иван Фёдорович, майор, с 25.04.1945 подполковник, 28.01.1945 - 14.07.1945 года.

## Отличившиеся воины

### Герои Советского Союза
| Награда | Ф.И.О                            | Должность                               | Звание            | Дата награждения                                           | Примечания |
| ------- | -------------------------------- | --------------------------------------- | ----------------- | ---------------------------------------------------------- | ---------- |
|         | Егубченко, Василий Кириллович    | командир взвода 202 танкового батальона | лейтенант         | Указ Президиума Верховного Совета СССР от 24.03.1945 года. | Посмертно  |
|         | Князев, Вадим Васильевич         | командир танка 203 танкового батальона  | лейтенант         | Указ Президиума Верховного Совета СССР от 24.03.1945 года. | Посмертно  |
|         | Кондрашин, Иван Павлович         | командир танка                          | старший лейтенант | Указ Президиума Верховного Совета СССР от 24.03.1945 года. |            |
|         | Малов, Иван Степанович           | командир танка                          | младший лейтенант | Указ Президиума Верховного Совета СССР от 24.03.1945 года. |            |
|         | Марчук, Михаил Андреевич         | командир танка 203 танкового батальона  | лейтенант         | Указ Президиума Верховного Совета СССР от 24.03.1945 года. |            |
|         | Прудкий, Николай Петрович        | командир танка 203 танкового батальона  | лейтенант         | Указ Президиума Верховного Совета СССР от 04.06.1944 года. | Посмертно  |
|         | Слюсарев, Митрофан Григорьевич   | командир взвода 203 танкового батальона | лейтенант         | Указ Президиума Верховного Совета СССР от 14.02.1943 года. | Посмертно  |
|         | Соммер, Андрей Иосифович         | командир бригады                        | полковник         | Указ Президиума Верховного Совета СССР от 19.04.1945 года. |            |
|         | Удовиченко, Александр Трофимович | командир 202 танкового батальона        | майор             | Указ Президиума Верховного Совета СССР от 24.03.1945 года. |            |
|         | Яремчук, Дмитрий Онуфриевич      | командир роты 203 танкового батальона   | лейтенант         | Указ Президиума Верховного Совета СССР от 24.03.1945 года. |            |
|         | Чугунов, Иван Яковлевич          | командир взвода 203 танкового батальона | младший лейтенант | Указ Президиума Верховного Совета СССР от 24.03.1945 года. |            |

### Полные кавалеры ордена Славы
| Награда | Ф.И.О                       | Должность                               | Звание           | Дата награждения | Примечания |
| ------- | --------------------------- | --------------------------------------- | ---------------- | ---------------- | ---------- |
|         | Войтковский, Иосиф Карлович | Стрелок-радист 3-го танкового батальона | гвардии старшина |                  |            |

## Награды и наименования
| Награда, наименование               | Документ о награждении                      | За что получена |
| ----------------------------------- | ------------------------------------------- | --- |
| Почётное наименование "Тильзитская" | Приказ ВГК № 016 от 19.02.1945 года.        | В ознаменование одержанной победы и отличие в боях при взятии г. Тильзит |
| Орден Суворова II степени           | Указ Президиума ВС СССР от 17.05.1945 года. | За образцовое выполнение заданий командования в боях с немецкими захватчиками при овладении городом и крепостью Кенигсберг и проявленные при этом доблесть и мужество.                                 |
| Орден Кутузова II степени           | Указ Президиума ВС СССР от 31.10.1944 года. | За образцовое выполнение заданий командования в боях с немецкими захватчиками при прорыве обороны противника северо-западнее и юго-западнее Шауляй (Шавли) и проявленные при этом доблесть и мужество. |